# José Amengual
José Amengual Domingo (Palma de Mallorca, Mallorca, España, 19 de enero de 1944) es un expescador deportivo y exsubmarinista especializado en pesca submarina. Consiguió numerosos títulos mundiales, europeos y españoles en su deporte.

## Biografía y trayectoria
José Amengual nació el 19 de enero de 1944 en Palma de Mallorca. Comienza a nadar por las secuelas que le deja un tumor sufrido en su juventud. Comienza a realizar la pesca submarina con armas fabricadas por él mismo. 
A los 19 años se proclama campeón juvenil de Baleares. Ese mismo año debuta en el campeonato de España que se disputa en Rosas, Gerona. Cuatro años más tarde en 1967 es seleccionado para el campeonato del mundo que se celebra en Cuba, aunque es tan solo reserva y no llega a debutar. 
En 1968 se proclama campeón de España por primera vez, y debuta como internacional en el campeonato de Europa de Cabrera.
Electricista de su profesión, como su padre, la fama y los éxitos que obtuvo le permitieron que su empresa le permitiera entrenar y practicar su deporte para convertirse en uno de los mejores del mundo. 
En 1993 el Ministerio de Educación y Ciencia le concedió la Medalla de Oro al Mérito Deportivo por toda una vida dedicada al deporte.  y un año después en 1994 se retira de la alta competición proclamándose campeón del mundo por equipos en el campeonato mundial de Ilo en Perú.
En su vida personal fue electricista de profesión y se casó a los 28 años. Es padre de dos hijas, Marga y Malen, esta última, Campeona de España y Subcampeona del Mundo en la modalidad de pesca de superficie Mar-Costa.

## Palmarés
- Campeón del mundo: 1973, 1981, 1985.
- Campeón del mundo por equipos: 1973, 1985, 1994.
- Campeón de Europa: 1982, 1984.
- Campeón de Europa por equipos: 1982, 1984, 1992, 1993.
- Copa de Europa: 1985.
- Copa de Europa por equipos: 1978, 1984, 1985, 1993.
- Campeonato de España de inverno: 1973, 1975.
- Campeonato de España individual: 1968, 1970, 1971, 1972, 1973, 1975, 1976, 1977, 1981, 1982, 1984, 1985, 1987, 1991.
- Campeón de España por club: 1980, 1981, 1982, 1984, 1985, 1986, 1987, 1988.
- Campeonato de Baleares individuales: 1963, 1964, 1969, 1970, 1971, 1972, 1973, 1975, 1976, 1977, 1978, 1979, 1980, 1981, 1982, 1983, 1984, 1985, 1987, 1989, 1990, 1991.
- Campeonato de Baleares por club: 1984, 1985, 1986, 1987, 1988, 1989, 1991, 1992, 1994.
- Campeonato de Mallorca: 1972, 1974, 1975, 1976, 1977, 1978, 1979, 1980, 1981, 1983, 1984, 1985, 1991.
- Trofeo Joan Gomis: 1970, 1974, 1975, 1976, 1979, 1981, 1982, 1984, 1986, 1987, 1991, 1992.
- Trofeo Marti Pons: 1981, 1982, 1983.
- Trofeo José Amengüal: 1983, 1984, 1985, 1988, 1991.
- Trofeo Internacional Villacarlos: 1970, 1972, 1974, 1975, 1976, 1977, 1978, 1981, 1989, 1994.
- Maratón Can Picafort: 1975, 1976.
- Trofeo Internacional Mero de oro: 1972.
- Trofeo Internacional Nemrod: 1971, 1972.
- Trofeo Internacional Vasco de Gamma por parejas: 1968.
- Trofeo Roquetas del mar: 1974.
- Trofeo Joan Julia: 1974.
- Trofeo club Tritón: 1972, 1973.
- Trofeo Cala San Vicente: 1977.
- Trofeo C.N.S. Antoni: 1983, 1984, 1985.
- Pruebas sociales C.I.A.S.: 1970, 1972, 1987.
- Prueba primavera C.I.A.S.: 1980.
- Trofeo Invierno C.I.A.S. 1981.
- Trofeo Invierno TRITON 1978.
- Trofeo Ilmo. Ayuntamiento Sta. Margarita 1980.
- Trofeos GESA Interclubes por Equipos 1978, 1979.
- Trofeo Aigues Fredes C.A.S. NAUTILUS 1982
- Trofeos Feria de Mayo C.A.S. NAUTILUS 1980, 1981, 1983, 1984, 1985.
- Trofeos Otoño C.A.S. TRITON 1978, 1980, 1981, 1983.
- Trofeo Otoño C.I.A.S. Interclubes 1981.
- Trofeos MARES SUB C.I.A.S. Interclubes 1977, 1978, 1979.
- Trofeo Consejo General Interinsular 1981.
- Trofeos Sant Antoni Abad C.A.S. ES PI 1982, 1983, 1984.
- Trofeo CREU ROJA C.A.S. ES PI 1982.
- Trofeo Ánfora de Plata (Bulgaria) 1982.
- Trofeo Yamaya C.A.S. ES PI 1983.
- Trofeo Otoño C.A.S. NAUTILUS 1983.
- Pruebas Navidad C.I.A.S. 1970, 1971 1977 1979, 1981, 1982 1987, 1989, 1990.
- Trofeo Isla de Mallorca (Nacional) 1984.
- Trofeo Día de San Juan (Muro) 1986.
- Trofeo Ferias y Fiestas (Perlas Manacor) 1991.
- Trofeo Copa de las Ciudades (Mali Lonsinj-Yugoslavia) 1985.
- Campeonatos de España por Equipos Regionales 1966, 1967, 1971, 1972.
- Subcampeonatos de Euro-África Individuales 4 veces.
- Terceros lugares en Campeonatos del Mundo Individuales 2 veces.
- Subcampeonatos del Mundo por Naciones 2 veces.
- Subcampeonatos de Euro-África por Naciones 2 veces.

### Condecoraciones
- 1 Medalla de Plata al Mérito Deportivo F.E.D.A.S.
- 2 Medallas de Oro al Mérito Deportivo F.E.D.A.S.
- Tridente de Oro de la Federación Italiana de Pesca Submarina
- Medalla de Plata al Mérito Deportivo D.N.D.
- Medalla de Oro al Mérito Deportivo D.N.D.
- Ya de Oro "Por sus Valores Humanos"
- Siurell de Plata "Al mejor Mallorquin del Año 1973" "Última Hora"
- 2 As de Oro
- Copa Barón de Güell D.N.D.
- 4 As de Bronce
- Premio Juante, Julia, Castell, de los redactores gráficos de Mallorca
- 3 Major Deportista de Baleares
- 2 Mejor Deportista Náutico Español
- Placa de Honor F.E.D.A.S.
- Medalla 25 aniversario Carrusel Deportivo
- Popular - 81 de Radio Popular de Mallorca
- Mejor deportista Español Amateur 1985 U.P.D.E. (Unión periodistas de España)
- Trofeo Príncipe de Asturias 1985 Consejo Superior de Deportes
- Medalla de Plata "Comité Olímpico Español"
- Medalla de Oro de la Real Orden del Mérito Deportivo, otorgada por el Consejo Superior de Deportes (1994)[1]
- Insignia de Oro y Brillantes Club C.I.A.S.
- Insignia de Oro Laureada Club A.P.S. (Barcelona)
- Insignia de Oro F.B.D.A.S. (Federación Balear)
- Insignia de Oro Club C.A.S. TRITON (Baleares)
- Insignia de Oro R. C. D. Mallorca
- Insignia de plata Joan Gomis

## Enlaces
- Archivado el 19 de febrero de 2010 en Wayback Machine.

- Datos: Q2269713